# Indywidualne Mistrzostwa Szwecji na Żużlu 2021
Indywidualne Mistrzostwa Szwecji na Żużlu 2021 – cykl turniejów żużlowych, mających wyłonić najlepszych żużlowców szwedzkich w sezonie 2020. Drugi tytuł w karierze zdobył Fredrik Lindgren.

## Finał
- Målilla, 13 lipca 2021

| Msc. | Zawodnik               | Klub                 | Pkt |              | Uwagi                         |
| ---- | ---------------------- | -------------------- | --- | ------------ | ----------------------------- |
| 1    | Fredrik Lindgren       | Västervik Speedway   | 14  | (3,3,2,3,3)  | I m. w finale                 |
| 2    | Pontus Aspgren         | Eskilstuna Smederna  | 12  | (3,3,3,2,1)  | II m. w finale                |
| 3    | Oliver Berntzon        | Lejonen Speedway     | 13  | (3,3,1,3,3)  | III m. w finale               |
| 4    | Kim Nilsson            | Rospiggarna Speedway | 12  | (2,3,3,1,3)  | I m. w barażu, IV m. w finale |
| 5    | Philip Hellström-Bängs | Masarna Speedway     | 11  | (0,2,3,3,3)  | II m. w barażu                |
| 6    | Joel Andersson         | Indianerna Kumla     | 8   | (2,2,1,1,2)  | III m. w barażu               |
| 7    | Victor Palovaara       | Vetlanda Speedway    | 7   | (1,0,1,3,2)  | IV m. w barażu                |
| 8    | Ludvig Lindgren        | Indianerna Kumla     | 7   | (2,0,2,2,1)  |                               |
| 9    | Mathias Thörnblom      | Lejonen Speedway     | 6   | (2,1,1,d,2)  |                               |
| 10   | Gustav Grahn           | Indianerna Kumla     | 5   | (2,1,2)      |                               |
| 11   | Peter Ljung            | Vetlanda Speedway    | 5   | (1,2,u,2,d)) |                               |
| 12   | Alexander Woentin      | Vetlanda Speedway    | 5   | (1,2,0,1,1)  |                               |
| 13   | Filip Hjelmland        | Vetlanda Speedway    | 4   | (0,1,3,d,t)  |                               |
| 14   | Jacob Thorssell        | Dackarna Målilla     | 3   | (3,w,–,–,–)  |                               |
| 15   | Linus Eklöf            | Lejonen Speedway     | 3   | (1,0,0,2,0)  |                               |
| 16   | Daniel Henderson       | Rospiggarna Speedway | 3   | (0,1,2,0,u)  |                               |
| 17   | Casper Henriksson      | Lejonen Speedway     | 1   | (0,1,0,0,w)  |                               |
| 18   | Joel Kling             | Eskilstuna Smederna  | 1   | (1)          |                               |

## Bieg po biegu
1. (56,9) Thorssell, Andersson, Woentin, Henderson
2. (57,5) Aspgren, Thörnblom, Ljung, Hellström-Bängs
3. (57,6) Berntzon, Nilsson, Palovaara, Hjelmland
4. (56,8) F.Lindgren, L.Lindgren, Eklöf, Henriksson
5. (56,9) F.Lindgren, Andersson, Thörnblom, Palovaara
6. (57,5) Berntzon, Ljung, Henderson, Eklöf
7. (57,9) Nilsson, Hellström-Bängs, Henriksson, Thorssell (w/u)
8. (57,9) Aspgren, Woentin, Hjelmland, L.Lindgren
9. (58,7) Nilsson, L.Lindgren, Andersson, Ljung (u)
10. (58,3) Hjelmland, Henderson, Thörnblom, Henriksson
11. (58,0) Aspgren, Grahn, Palovaara, Eklöf
12. (57,9) Hellström-Bängs, F.Lindgren, Berntzon, Woentin
13. (58,6) Hellström-Bängs, Eklöf, Andersson, Hjelmland (d)
14. (58,8) F.Lindgren, Aspgren, Nilsson, Henderson
15. (59,1) Berntzon, L.Lindgren, Grahn, Thörnblom (d)
16. (59,2) Palovaara, Ljung, Woentin, Henriksson
17. (59,1) Berntzon, Andersson, Aspgren, Henriksson (w)
18. (59,1) Hellström-Bängs, Palovaara, L.Lindgren, Henderson (u)
19. (59,5) F.Lindgren, Grahn, Kling, Ljung (d) (Hjelmland – t)
20. (59,6) Nilsson, Thörnblom, Woentin, Eklöf
21. Baraż (miejsca 4-7, najlepszy do finału): (59,1) Nilsson, Hellström-Bängs, Andersson, Palovaara
22. Finał (miejsca 1-3 oraz najlepszy z barażu): (58,8) F.Lindgren, Aspgren, Berntzon, Nilsson